# 11184 Postma
A 11184 Postma (ideiglenes jelöléssel 1998 HJ9) a Naprendszer kisbolygóövében található aszteroida. A Spacewatch projekt keretében fedezték fel 1998. április 18-án.